# Mora-Siljan flygplats
Mora-Siljan flygplats (IATA: MXX, ICAO: ESKM) är en regional flygplats och ligger 6 kilometer sydväst om Mora centrum. Flygplatsen ägs sedan 2008 av Mora kommun och drivs sedan år 2006 av AB Dalaflyget, som ägs av Mora, Falun och Borlänge kommuner och Region Dalarna. Flygplatsen är också bas för Ovan Siljans flygklubb.

## Flygtrafik
Flygtrafik gick till/från Stockholm-Arlanda med stöd av det kommun- och landstingsägda flygplatsbolaget AB Dalaflyget, som upphandlat trafiken. Det är inget statligt stöd. Sedan november 2015 var det flygbolaget FlexFlight som trafikerar linjen. FlexFlight har även vunnit den av Trafikverket upphandlade trafiken mellan Sveg och Stockholm-Arlanda, och flygbolaget har då valt att samordna de två linjerna genom att slå ihop dem till en, vilket innebär att flygningarna mellan Sveg och Arlanda mellanlandade i Mora i båda riktningarna. Trafikverket upphandlar inte flyget till Mora eftersom tåget tar under fyra timmar, och då är riktlinjen att det färdmedlet anses lämpligt. Linjen trafikerades med två turer måndag-onsdag och fredag, tre turer på torsdagar samt en tur på söndagar. Flygplanstypen som FlexFlight använder är Jetstream 32 med plats för 19 passagerare.
Flygplatsen är från 2016 också bas för en ambulanshelikopter ägd av Kommunförbundet Svensk Luftambulans där bland annat Landstinget Dalarna ingår.
Den 28 februari 2018 lades linjen till Stockholm Arlanda ned, detta eftersom Trafikverket, som upphandlat linjen Arlanda–Sveg, inte accepterat att linjen kombineras med linjen Arlanda–Mora. Detta har behandlats i domstol och även överklagats till EU-kommissionen, som givit Trafikverket rätt att ha sina avtal för sig själva. Mora kommun valde att inte upphandla en egen linje eftersom det skulle innebära betydligt högre kostnader. 
Under 2023 gjorde Trafikverket en ny upphandling och under perioden oktober 2023 till och med oktober 2027 trafikeras flygplatsen av Jonair på sträckan Arlanda-Mora-Sveg. 
Under vintersäsongen gick det även flyg till Ängelholm-Helsingborg, främst för turister till Sälenfjällen. Dessa flygningar trafikerades av de större, ATR 72 samt Saab 2000 med plats för 72 respektive 50 passagerare. Under vintern och våren 2009 gick det även flyg till Växjö. Vinterturerna gick fram till våren 2019 men går inte 2020 eftersom en ny flygplats, Sälen Trysil Airport, öppnades december 2019.
Antal passagerare har varit: 
| År    | 2008  | 2009  | 2010  | 2011  | 2012  | 2013  | 2014  | 2015  | 2016  | 2017  | 2018  | 2019  |
| Antal | 8 390 | 9 325 | 8 144 | 9 565 | 7 892 | 7 981 | 6 987 | 4 838 | 7 434 | 7 399 | 4 640 | 2 757 |

## Marktransport
Det finns förbokad delad flygtaxi, och vanlig taxi. Det finns hyrbil. För egen bil finns gratis parkering.
Det finns busstransfer (förbokas) till Sälenfjällen i samband med vissa flygningar, i första hand de från Ängelholm.
Vägavståndet till kommunhuvudorter är för Mora 7 km, Orsa 22 km, Älvdalen 43 km, Rättvik 44 km, Leksand 63 km, Malung, 67 km och Vansbro 73 km